# Stade d'Abidjan
Maillots
Actualités
Le Stade d'Abidjan est un club ivoirien de football basé à Abidjan et évoluant en première division du championnat ivoirien.
Son actuel[Quand ?] président est Souleymane Sidibé.

## Histoire

### Historique du club
- 1936 : fondation du club sous le nom d'ASFI Abidjan
- Après une fusion avec le PIC et l'OC Abidjan le club est renommé USF Abidjan
- 1959 : le club est renommé Stade d'Abidjan cochon

## Palmarès
| Compétitions nationales | Compétitions internationales                                                                                              |
| - Championnat de Côte d'Ivoire (6) : - Champion : 1962, 1964, 1965, 1966, 1969 et 2025. - Coupe de Côte d'Ivoire (5) : - Vainqueur : 1971, 1976, 1984, 1994, 2000. - Finaliste : 1961, 1968, 1972, 1988, 1995, 1998 et 2004. - Coupe Félix-Houphouët-Boigny (2) : - Vainqueur : 1985, 2018 - Finaliste (Liste peut-être non exhaustive) : 1994 et 1995. | - Ligue des champions de la CAF (1) : - Vainqueur : 1966. - Coupe de l'UFOA (1) : - Vainqueur : 1977. - Finaliste : 1999. |

## Personnalités du club

### Membres fondateurs
•	Georges Ehouman
•	Germain Coffi Gadeau
•	Charles Santelli
•	Konan Kangah Antoine
Julien Mondon-Konan
•	François Angeli
•	Antoine Castiglioni
•	Augustin Doffou Kouassi
•	Abdoulaye Touré
•	Ernest Ehui Kouamé
•	Tiémoko Camara
•	Assane Kouamé
•	Raymond Mory
•	Bernard Coffie
•	Eugene Coffie Cangah
•	Julien Coffie
•	Richard Chicon
•	Shimon Kouamé
•	Ignace Tax              
(Liste non exhaustive)

### Présidents
- 1959-1961 :  Georges Ehouman
- 1951-1964 :  Germain Coffi Gadeau
- 1967-1968 :  Germain Coffi Gadeau
- 1969-1972 :  François Amani Golly (devenu président de la FIF)
- 1973-1981 :  Germain Coffi Gadeau
- 1981-1986 :  Julien Mondon Konan
- 1987-1990 :  Jean Aphing-Kouassi
- 1990-1992 :  Luc Aduo
- 1993-1997 :  Julien Mondon Konan
- 1997-2000 :  Innocent Doffou
- 2000-2001 :  Albéric Mandjoba
- 2001-2005 :  Germain N'Dri
- 2005-2013 :  Richmond Abi Koffi

### Joueurs emblématiques
- Mama Ouattara
- Didier Otokoré
- Ibrahima Bakayoko
- Maurice Déhi
- Henri Konan
- Joël Tiéhi
- Tagro Baléguhé
- Serey Die
- Oumar Ben Salah
- Ali Alassani
- Tommy Sylvestre

## Autres sports
L'équipe féminine de basket-ball du Stade d'Abidjan est finaliste de la Coupe d'Afrique féminine des clubs champions de basket-ball en 1985 et troisième en 1987 et 1989.